# Ctenoplectrini
Ctenoplectrini (лат.) — триба пчёл из семейства Apidae.

## Распространение
Тропическая Африка (9 видов), Азия (10 видов) и Австралия (1 вид). В России 1 вид на Дальнем Востоке (юг Приморского края).

## Описание
Птеростигма примерно в 2 раза длиннее своей ширины. Шпора задних ног расширенная, язычок короткий. Одиночные пчёлы чёрного цвета, блестящие. Длина около 1 см. Гнёзда строят в древесине. В фауне бывшего СССР и России представлены единственным родом и видом Ctenoplectra davidi. Собирают пыльцу и нектар на некоторых дикорастущих мелкоцветковых растениях семейства Тыквенные (например на Тладианте сомнительной (Thladiantha dubia). Встречаются клептопаразиты (3 вида Ctenoplectrina).

## Систематика
2 рода и около 20 видов. Молекулярно-генетическое исследование показало близость группы к пчёлам трибы Eucerini. Ранее триба Ctenoplectrini рассматривалась либо в составе семейства Melittidae, либо выделялась в отдельное семейство Ctenoplectridae.
- Род Ctenoplectra Kirby, 1826
  - Ctenoplectra albolimbata Magretti, 1895
  - Ctenoplectra antinorii Gribodo, 1884
  - Ctenoplectra apicalis Smith, 1879
  - Ctenoplectra armata Magretti, 1895
  - Ctenoplectra australica Cockerell, 1926
  - Ctenoplectra bequaerti Cockerell, 1930
  - Ctenoplectra chalybea Smith, 1857typus — Малайский полуостров, Мьянма, Тайвань, Вьетнам
  - Ctenoplectra cornuta Gribodo, 1891 — Мьянма, Китай, Тайвань
  - Ctenoplectra davidi Vachal, 1903
  - Ctenoplectra elsei Engel, 2007
  - Ctenoplectra florisomnis van der Vecht, 1941
  - Ctenoplectra kelloggi Cockerell, 1930
  - Ctenoplectra paolii Guiglia, 1928
  - Ctenoplectra polita (Strand, 1912)
  - Ctenoplectra sandakana Sung et al., 2009 — Борнео
  - Ctenoplectra terminalis Smith, 1879
  - Ctenoplectra thladianthae van der Vecht, 1941
  - Ctenoplectra vagans Cockerell, 1904
  - Ctenoplectra yoshikawai Hirashima, 1962
- Род Ctenoplectrina Cockerell, 1930 — 3 вида в Африке[5]
  - Ctenoplectrina alluaudi (Vachal, 1903)
  - Ctenoplectrina politula (Cockerell, 1930)
  - Ctenoplectrina ugandica (Cockerell, 1944)